# Диво-остров
«Ди́во О́стров» — парк развлечений в Санкт-Петербурге. Находится на территории Приморского парка Победы, вблизи станции метро «Крестовский остров».

## История
Парк аттракционов «Диво Остров» был открыт в мае 2003 года и насчитывал 17 аттракционов. За первый месяц после открытия парк посетило 1 млн человек. За время работы парк неоднократно получал различные награды: в 2004 году — «Хрустальное колесо» как лучший парк аттракционов в России, в 2006 году стал победителем национальной премии «Компания года» в номинации «Лидер отрасли». По данным на весну 2022 года парк насчитывает 42 аттракциона.

## Происшествия
- «Шейкер». В 2006 году с крепежного элемента сошла кабина и покатилась по наклонной поверхности. Кабина устояла, и двое посетителей отделались лёгкими ушибами[4].
- «Бустер». В 2006 году посетители на 15 минут застряли на высоте 40 метров из-за сбоя в компьютерной программе[5]. Похожий случай произошел и в 2011 году, когда при остановке аттракциона посетители зависли на высоте 15—20 метров[6]. В 2021 году сотрудник парка, не заметивший, как включили аттракцион, получил открытую черепно-мозговую травму головы, от которой впоследствии скончался[7].
- «Семейные воздушные гимнасты». В 2008 году 12-летняя школьница получила тяжелейшие травмы, когда оборвался один из удерживающих её тросов (второй трос и страховочный трос выдержали). Она ударилась о металлические конструкции аттракциона и упала с высоты. По результатам расследования виновным в происшествии был признан технический директор парка. Он был условно осужден на 8 месяцев[8].
- «Ракета». В 2010 году не выдержало крепление двух задних тросов, и гондола повисла на одном переднем. Благодаря тому, что в момент разрыва места крепления троса сработала система защиты, аттракцион был остановлен, гондола в ручном режиме опущена на землю, а все посетители эвакуированы силами сотрудников Парка. Никто не пострадал[9]. В результате проведенной проверки прокуратура вынесла постановление о возбуждении дела об административном правонарушении против директора парка[10].
- В 2008 году в парке произошло отключение электричества, в результате чего людей с аттракционов пришлось снимать вручную[11].
- «Седьмое небо». 21 августа 2022 года аттракцион внезапно остановился, и находившиеся на карусели посетители зависли на высоте 80 метров. Ни один человек не пострадал, а застрявшим вернули деньги[12].

Руководство парка не считает нештатными случаи кроме происшествий с «Ракетой» и «Семейными воздушными гимнастами». Остальные случаи в разделе «Вопросы-Ответы» официального сайта парка аттракционов Диво Остров летом 2010 года описывали как:
…сообщения с новостных сайтов, где не всегда пишут корректную информацию. Случаи, похожие на описанные… действительно происходили в нашем Парке, однако в прессе они освещены в сильно искаженном виде. Факты не позволяют нам расценивать подобные происшествия как нештатные ситуации.